# Еврейская историко-этнографическая комиссия
Еврейская историко-этнографическая комиссия — полулегальное научное общество, действовавшее в Москве с 1981 г. до начала 90-х гг.
Было создано по инициативе Михаила Членова и Игоря Крупника. В состав комиссии входили Рашид Капланов, Абрам Торпусман, Велвл Чернин, Лев Минц, Геннадий Эстрайх, Нисан Бабаликашвили и другие ученые. Название новой организации было выбрано в память о Еврейском историко-этнографическом обществе, действовавшем в начале XX века.
В условиях практически полного замалчивания еврейской культуры и истории в СССР, деятельность комиссии была важным культурным событием.
В 1982 Арон Вергелис, главный редактор журнала на идиш «Советиш геймланд», на какое-то время предоставил комиссии место для заседаний и легальные рамки, в помещении редакции журнала прошло два или три собрания комиссии. Редактор «Советиш геймланд» на первом заседании предположил, что у ЕИЭК есть шансы стать полноценным научным учреждением и обещал приложить усилия для обеспечения комиссии собственным зданием. Этим планам не суждено было быть претворёнными в жизнь, поскольку после первых собраний Вергелис отказался поддерживать комиссию
.
В рамках деятельности комиссии было проведено несколько полевых экспедиций, целью которых было изучение этнографии еврейских общин. Деятельность комиссии продолжалась около семи лет, до лета 1987 года. На смену ей пришло Еврейское историческое общество (ЕИК).